# Boca de la Zanja (Chubut)
Boca de la Zanja es una localidad rural argentina del Departamento Gaiman en la provincia de Chubut. Se halla en las inmediaciones de la Ruta Nacional 25.Aunque no detentó un poblacional con forma de pueblo si conformó con las numerosas chacras que rodean la zona una localidad rural dispersa. Hoy es clasificada como población rural dispersa.

## Toponimia
El nombre de la localidad fue tomado de su estación. Su origen se debe a que en las cercanías se inician los canales principales que riegan el valle inferior del río Chubut que fueron construidos entre los años 1912 y 1919. El sitio del nacimiento es denominado localmente como Boca Toma.
Además, anterior a 1936, la estación aparecía en los itinerarios como kilómetro 125.
Actualmente, el sistema de canales de riego aúi se llama como la estación.

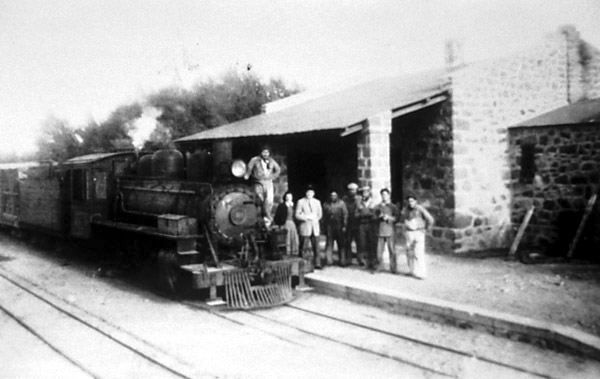
Ferroviarios en estación Boca de la Zanja del Ferrocarril Central del Chubut

## Historia
La extensión a Gaiman fue concretada en 1909 y en octubre de 1911, algo prematuramente, fue anunciado que la línea iba a ser extendida hacia Boca de la Zanja. La compañía tenía fuerte presión por los colonos chubutenses para lograr la extensión. En 1913 esta presión alcanzó su nivel más alto cuando la Cía. Mercantil del Chubut, una cooperativa de chacareros vecinales, pidió una concesión para la construcción de un ferrocarril competitivo desde la desembocadura del río Chubut, cerca Rawson, hasta unos 100km en Toma de la Zanja. La obra se inauguró  el 5 de noviembre de 1915 y posibilitó la llegada de la línea a Dolavon. El ferrocarril se mantuvo bajo explotación de compañías privadas hasta 1922, en que es transferido al Estado Nacional. El Estado sólo tuvo contrato de arrendamiento de doce meses desde 1 de noviembre de 1922 con el FCCC. Se intentó completar la compra total lo más pronto posible, pero el estado financiero era desastroso durante la mayoría de los años 1920. La compra formal fue efectiva solamente en 1936.
También, en 1922 se empezaba la última ampliación. Así se comenzó el ambicioso plan de extender la línea hasta el oeste. La conexión a la gran red sería por trocha angosta de 75 cm. Ante este plan se cambió la vía original del FCCC a trocha 75cm. Esto extendería el ferrocarril para formar una red más grande desde la línea a San Carlos de Bariloche hasta los ramales de Comodoro Rivadavia y Puerto Deseado.Sin embargo, los planes de ampliación murieron en marzo de 1924 con el último intento de ampliarlo con un plan que empalmaría con Esquel y de allí con la línea de Ingeniero Jacobacci, pero llegados los rieles a Alto Las Plumas, se informó que los trabajos quedan suspendidos y la línea en explotación ve mermando paulatinamente su movimiento ya que las nuevas extensiones prácticamente no le aportan mayor tráfico.Entre los pretextos que se expusieron para su paralización estuvieron la bajada del cañadón Las Plumas. La mala planificación de la trocha de 0.75, en desmedro de la original inglesa de1 metro, hizo posible la bajada hacia Paso de Indios, pero imposible que las formaciones subieran hacia Las Plumas. Para complicar más la obra, todo el trazado hacia el oeste sería afectado por la falta de potencia para ascender hacia la cordillera dado que el poder de tracción se redujo a solo 180 toneladas; además de una velocidad promedio de 25 kilómetros por hora.
Como antecedente de nacimiento de la localidad es la creación de diversos pueblos el 11 de julio de 1921 mediante un decreto de carácter general del Poder Ejecutivo Nacional. En la resolución se dispuso que la Dirección de Tierras del Ministerio de Agricultura, previera reservas para la formación de pueblos en varios de los Territorios Nacionales.

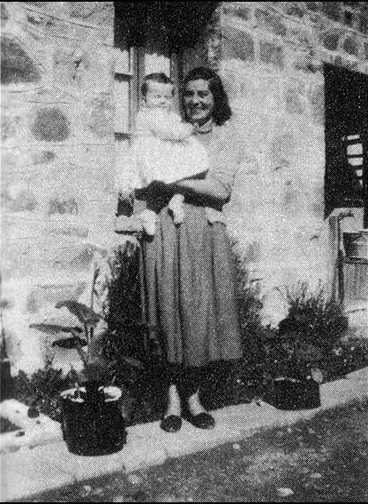
Luisa Llopis junto a su bebé en la antigua estación Boca de la Zanja.

Algunos años después, la localidad comenzó su vida gracias a la instalación de estación Boca de la Zanja del Ferrocarril Central del Chubut en 1924.No obstante, el ferrocarril interrumpió su expansión hacia el oeste por mala planificación y Altos de Las Plumas se tornó como punta de rieles definitiva. Estas obras se detuvieron en 1924 cuando finalizaron prematuramente las obras de ampliación del ramal que habían comenzado desde la Dolavon hasta Paso de Indios. La idea era extender el ferrocarril hasta conectarlo con la Trochita.
El uso de la estación se la volvió una de las más destacadas del ferrocarril, ya que desempeñaba todos servicios de pasajeros, cargas, encomiendas y hacienda. En el informe de 1958 asegura que era una de las pocas estaciones de este tipo con infraestructura para hacienda que aun ofrecía este servicio. Para sus tareas se valía de: apartadero 413 m, desvíos de 319 m, toma de agua, estanque de capacidad 600m³, triángulo y rampa de costado.
El sitio donde se levantó la estación estaba despoblado y a pesar de los recursos materiales que el ferrocarril explotó no impidieron que el tramo desde Boca de la Zanja hasta la punta de riel en Las Plumas permaneciera ocioso para el servicio de pasajeros. De este modo, al no contar con población significativa esta extensa porción del ferrocarril fue considerada optativa de uso para subir y bajar pasajeros. Esto determinó que las estaciones y desvíos hasta la punta de riel hayan permanecido clausurados o reducidos a apeaderos gran parte de los itinerarios. En cambio, la estación centró su labor en la explotación del valioso mineral caolín; que abunda en la zona y fue exportado al norte del país en grandes cantidades desde esta estación, Las Chapas, Boca de la Zanja y Campamento Villegas. Otro de los movimientos fuertes y constantes de la estación era recibir desde Las Plumas leña mediante los carreros que traían palos de molle.
La estación destacó pronto por su intenso movimiento y en el itinerario de 1946 se informó, por primera y única vez, que el servicio al valle del Chubut podía terminar en esta estación. Este servicio que tomó a Boca de la Zanja como terminal se llevaba a cabo los lunes y sábados optativamente en estación Dolavon 11:40 o en Boca de la Zanja a las 12:30. La misma partía de Madryn 7:30 los días lunes y sábado. Esta línea arribaba más rápido a este punto, siendo 12:30 el momento de arribo.
Un informe de 1951 confeccionado por la ex Gobernación Militar de Comodoro Rivadavia detalló las estaciones - localidades más importantes del ferrocarril y Boca de la Zanja fue mencionada a pesar de ser de tipo rural. Las razones de encontrar a la localidad - estación en esta lista puede estar dada porque se mantenía algo de población importante zona rural de sus inmediaciones o porque su estación mantenía movimientos respetables todavía.

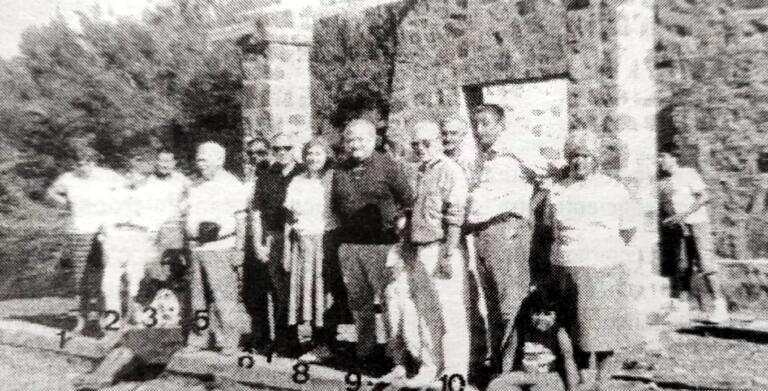
Detalle de la estación en ruinas durante visita de los ferroviarios en 1989.

La estación y la localidad fueron retratados en diversos testimonios de los ferroviarios mediante el libro Los Ferroviarios que Perdimos el Tren:

«Boca de la Zanja era la última estación donde la máquina podía tomar agua. Luego no había donde tomar agua. Por eso, en ese lugar se enganchaban vagones cisternas con agua potable para todas las estaciones hasta Altos de las Plumas (....) En Alto de Las Plumas terminaba el viaje y la vía en medio del desierto. No había una gran ciudad, puertos ni nada que justificara que se hubiera tendido el riel hasta ese lugar. Era como si una mano invisible hubiese estaqueado el progreso en medio de la meseta patagónica (...)
Peter Seibt

En 1955 la estación era una de las más lindas del ramal pues su construcción era de piedra y el lugar muy pintoresco. A pocos metros corría un canal de riego o zanja como la llamábamos que nacía a pocos metros más arriba y corría paralela a la vía en dirección este. había una hermosa arboleda y del otro lado se formaba una isla entre la zanja y el río que estaba poblada por gran cantidad de conejos silvestres. Era un lugar tranquilo por demás. El vecino estaba a 3 kilómetros y la ruta caminera a 5 (....)
Víctor Ibáñez

Uno de los últimos informes del Ferrocarril Patagónico efectuado en 1957 enumera las localidades significativas de todo el Ferrocarril Central del Chubut. La lista inicia desde Puerto Madryn hasta Dolavon. Sin embargo, las demás poblaciones desde Boca de la Zanja hasta Altos de las Plumas fueron clasificadas como rurales y con la simple descripción escasa población.
Esto se confirmó con un mapa efectuado en 1962 por el Instituto Geográfico Militar Argentino que describió las principales estaciones-localidades del ferrocarril y señaló nuevamente a todo el tramo Boca de la Zanja - Altos de las Plumas baja importancia poblacional.
Tras la finalización de operaciones en octubre de 1961 se acentuó exponencialmente el éxodo de la poca población que aun prevalecía. Su rápido despoblamiento en parte es explicado la languidez del funcionamiento del ferrocarril que en un principio se enlazaba con las estancias mediante pesadas chatas que acarreaban la producción a las estaciones más cercanas. Luego estas fueron reemplazadas por el camión que se desplazaba desde las estancias directamente hasta el puerto. Los servicios con camiones que eran vistos como rápidos, regulares y con un servicio puerta a puerta. Para completar la ecuación desfavorable las líneas patagónicas no tenían población significativa ni en la suma total de sus localidades.
Luego de la clausura definitiva del ferrocarril la traza permaneció algunos años, pero Onganía en su primer año inició el desmantelamiento con levantamiento de vías y otras infraestructuras entre 1969 y 1974. De este modo, se terminó haciendo irreversible la clausura.
Luego del cierre del ferrocarril, Boca de la Zanja y su entorno rural no volvieron a ser aludidas por censos y estadísticas. Sin embargo, algunos mapas aun recogen el nombre de la población o su exestación como es el caso de Google Maps.

Explotación en una cantera de caolín cercana a una estación del ferrocarril